# St.-Crucis-Kirche (Hoyerhagen)

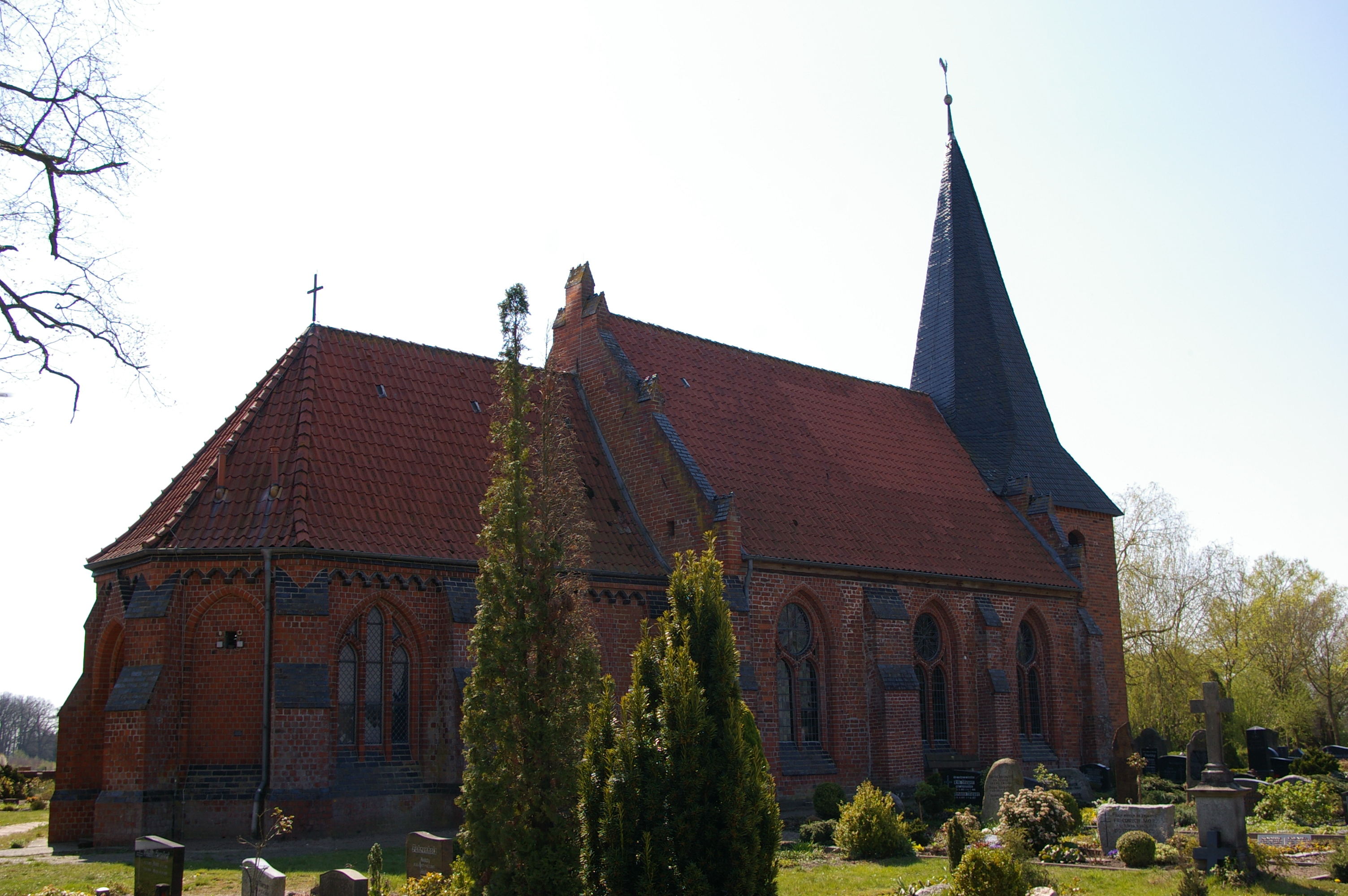
St.-Crucis-Kirche

Die evangelisch-lutherische St.-Crucis-Kirche steht auf dem Kirchfriedhof von Hoyerhagen, einer Gemeinde im Landkreis Nienburg/Weser in Niedersachsen. Die Kirchengemeinde gehört zum Kirchenkreis Syke-Hoya im Sprengel Osnabrück der Evangelisch-lutherischen Landeskirche Hannovers.

## Beschreibung
An den gedrungenen querrechteckigen, romanischen Kirchturm, der mit einem schiefergedeckten, achtseitigen, spitzen Helm bedeckt ist, schließt sich nach Osten das 1752 gebaute, im Kern mittelalterliche Langhaus an, das mit einem Satteldach bedeckt ist. Daran schließt sich der eingezogene Chor mit dreiseitigem Abschluss an, der der älteste Teil der Saalkirche ist. Unterhalb der Dachtraufe des Chors befindet sich ein Bogenfries. Die Backsteinwände des Langhauses und des Chors werden von Strebepfeilern gestützt, um den Gewölbeschub aufzufangen. Nach Süden wurde an das Langhaus nachträglich das Brauthaus angebaut, in dem sich das heutige Portal befindet. Die Orgel wurde von Philipp Furtwängler & Söhne im Jahr 1856 gebaut.